# Advocación
La advocación es una fiesta o celebración religiosa de una figura, que en algunos casos ha asumido una organización (por ejemplo, parroquia u hospital) o que desempeña un papel importante en una religión; en términos generales las advocaciones tienen como fin servir de identificador de un lugar, mensaje o característica específica a la hora de rezar o recordar alguien o algo sagrado. Las advocaciones se asocian casi siempre con el cristianismo, y más específicamente con el catolicismo.
La mayoría de estos patronazgos lo son de santos, pero las hay también de Jesús, del Espíritu Santo, de la Virgen María (las más numerosas) y otros misterios religiosos. 
Este patrocinio o advocación puede cambiar, ya que si, por ejemplo, una astilla de la Santa Cruz, fuera regalada o adquirida de otra forma, se modificaría la advocación hacia la reliquia principal.
Algunas advocaciones pueden ser simultáneas (como lo son las de san Cosme y san Damián, san Acisclo y santa Victoria, o san Pedro y san Pablo), siendo común que las divisiones administrativas, como una aldea o un país tengan como santos patrones a un santo -varón- junto a una santa -mujer-, además de una Virgen guardiana.
Además puede indicar el nombre de quien ha financiado una iglesia. Así, por ejemplo, la Iglesia de San Manuel y San Benito de la ciudad de Madrid (España), lleva esa advocación por los impulsores de la construcción del templo.

## Diferencias con hagiotopónimo
Estas son algunas diferencias básicas entre ambos conceptos:
- Una advocación es más inestable en el tiempo y en el espacio que un hagiotopónimo, pues la Iglesia católica puede cambiarla, o modificar su patronazgo (disolver la parroquia, segregarla o juntarla con otra), mientras que el hagiotopónimo dura mientras este lugar sea nombrado así.

- Una advocación indica el nombre de una persona, mientras el hagiotopónimo relaciona un lugar con dicha persona, esto aplica al nombre de los santos, y también dependiendo del caso -por lo tanto por extensión- con la santidad, lo sagrado y, en última instancia, con voces derivada de la religión.

- Una advocación puede ser compuesta, pero siempre dentro de los límites del repertorio del santoral católico, mientras que un hagiotopónimo tiene mucha variación (localidades como Santiago de Compostela, o edificios religiosos como San Pelayo de Antealtares o civiles como San Francisco del Risco).

- La evolución fonológica de la advocación es más conservadora y transparente (Sanctus Facundus > San Facundo), mientras que un hagiotopónimo también sigue las evoluciones propias de la lengua pero pudiendo discrepar de la traducción exacta (Sanctus Hadrianus > Sanchidrián; Sanctus Genesius > Sangenjo).

## Otros usos
También se usa como una denominación complementaria que se añade al nombre de una persona divina o santa, para enlazarlo con un momento espécifico del tiempo o de la vida de este o con un lugar específico, en que estuvo, se apareció o le fue dedicado un templo. También es el nombre con el que se conocen ciertas imágenes de estos personajes divinos o santos, los santuarios donde son veneradas o los días que tienen asignados según el santoral católico. Así entonces, algunas veces las advocaciones de la virgen María se refieren al misterio que representa la imagen, por ejemplo, Nuestra señora de los Dolores, de la Concepción, de la Asunción, etc., y a veces al lugar donde se venera, por ejemplo, Nuestra señora de Montserrat, de Lourdes, de Guadalupe, etc.